# Elektronowolt
Elektronowolt (eV) – jednostka energii stosowana w fizyce.
Jeden elektronowolt to energia, jaką uzyskuje bądź traci elektron, który przemieścił się w próżni w polu elektrycznym o różnicy potencjałów równej 1 woltowi. Jego wartość wyrażona w dżulach to 1 wolt pomnożony przez elektryczny ładunek elementarny e:
{\displaystyle \mathrm {1\ eV=1\ {\mathit {e}}\cdot 1\ V=1{,}602176634\times 10^{-19}\ J} .}

## Przedrostki SI
Chociaż elektronowolt nie należy do układu SI, używany jest w różnych dziedzinach fizyki, zwykle z przedrostkami, np.
- fizyka cząstek elementarnych – keV, MeV, GeV, TeV,
- fizyka jądrowa – MeV, GeV,
- fizyka ciała stałego – meV, eV,
- fizyka materii skondensowanej – meV, eV.

Wielokrotności i podwielokrotności jednostki (wyróżniono najczęściej używane):
| Wielokrotności | Wielokrotności     | Wielokrotności |         | Podwielokrotności  | Podwielokrotności | Podwielokrotności |
| mnożnik        | nazwa              | symbol         | mnożnik | nazwa              | symbol            |                   |
| -------------- | ------------------ | -------------- | ------- | ------------------ | ----------------- | ----------------- |
| 100            | elektronowolt      | eV             |         |                    |                   |                   |
| 101            | dekaelektronowolt  | daeV           | 10−1    | decyelektronowolt  | deV               |                   |
| 10²            | hektoelektronowolt | heV            | 10−2    | centyelektronowolt | ceV               |                   |
| 10³            | kiloelektronowolt  | keV            | 10−3    | milielektronowolt  | meV               |                   |
| 106            | megaelektronowolt  | MeV            | 10−6    | mikroelektronowolt | µeV               |                   |
| 109            | gigaelektronowolt  | GeV            | 10−9    | nanoelektronowolt  | neV               |                   |
| 1012           | teraelektronowolt  | TeV            | 10−12   | pikoelektronowolt  | peV               |                   |
| 1015           | petaelektronowolt  | PeV            | 10−15   | femtoelektronowolt | feV               |                   |
| 1018           | eksaelektronowolt  | EeV            | 10−18   | attoelektronowolt  | aeV               |                   |
| 1021           | zettaelektronowolt | ZeV            | 10−21   | zeptoelektronowolt | zeV               |                   |
| 1024           | jottaelektronowolt | YeV            | 10−24   | joktoelektronowolt | yeV               |                   |

## Elektronowolt jako jednostka masy
Jednostki eV (a właściwie eV/c²) bardzo często używa się w różnych dziedzinach fizyki do określania mas cząstek i kwazicząstek. Wynika to z relacji pomiędzy masą a energią {\displaystyle (E=mc^{2})} oraz faktu używania przez fizyków jednostek, w których {\displaystyle c=1} (prędkość światła w próżni). Chcąc wyrażać się ściśle, należałoby mówić o jednostkach eV/c², jednak zwykle pomija się {\displaystyle c.}
{\displaystyle \mathrm {1\ eV/{\mathit {c}}^{2}={\frac {(1{,}602176634\times 10^{-19}\ C)\cdot 1\ V}{(2{,}99792458\times 10^{8}\ m/s)^{2}}}=1{,}78266192\times 10^{-36}\ kg} .}
Przykłady przybliżonych wartości mas cząstek w eV/c²
- elektron – 0,511 MeV/c² ≈ 9,10938 × 10−31 kg
- proton – 0,938 GeV/c²
- neutron – 0,938 GeV/c² ≈ 1,7 × 10−27 kg
- bozon W –  80,377±0,012 GeV/c²
- bozon Z – 91,188 GeV/c²
- taon – 1,777 GeV/c² = 3,17×10−27 kg
- kwark t – 170,9 GeV/c²

## Elektronowolt jako jednostka temperatury
Związek {\displaystyle E=k_{B}T} ({\displaystyle k_{B}} – stała Boltzmanna) łączy w sposób jednoznaczny temperaturę z energią, dlatego też w niektórych zastosowaniach wartość temperatury określa się w elektronowoltach z odpowiednim przedrostkiem. Podobnie jak w przypadku masy, chcąc być ścisłym, należałoby mówić o jednostce {\displaystyle \mathrm {eV/k_{B}} .}
Elektronowolt jest stosowany jako jednostka temperatury w fizyce plazmy. Związek między elektronowoltami a kelwinami (K) określa wzór:
{\displaystyle {\frac {1{\mbox{ eV}}}{k_{B}}}={\frac {1{,}602176634\times 10^{-19}{\text{ J}}}{1{,}380649\times 10^{-23}{\text{ J/K}}}}=11\ 604{,}51812{\text{ K}}.}
Przykładowo, plazma w tokamaku, by zaszła w niej synteza jądrowa, musi mieć temperaturę 15 keV, czyli 174 mln kelwinów.